# Eridolius deletus
Eridolius deletus là một loài tò vò trong họ Ichneumonidae.